# Municipio de Broadbay
El municipio de Broadbay (en inglés: Broadbay Township) es un municipio ubicado en el  condado de Forsyth en el estado estadounidense de Carolina del Norte. En el año 2000 tenía una población de 2.904 habitantes.

## Geografía
El municipio de Broadbay se encuentra ubicado en las coordenadas 36°2′38.07″N 80°10′14.62″O / 36.0439083, -80.1707278.